# 孔尚任
孔尚任（1648年11月1日—1718年2月14日），字聘之，又字季重，号东塘，又号岸堂，一号雲亭山人，山東曲阜縣人，孔子第六十四代孫。歷官国子监博士、户部主事、员外郎，清朝戲曲作家，著有《桃花扇》，與《长生殿》作者洪齊名，俗謂“南洪北孔”。

## 生平
顺治五年（1648年）九月十七日，孔尚任出生于山东曲阜。他是孔子第六十四代孙，为孔子世家六十户中的官庄户；父親孔貞璠於崇禎年間考取举人，並未出仕，孔尚任為其第三子，有兩名兄長孔尚悊、孔尚仔。孔尚任育有早年考取秀才，為避乱随父在曲阜北石门山中读书，後育有兩子孔衍譜、孔衍誌。
康熙二十三年（1684年），康熙帝南巡，路过曲阜，到孔庙祭孔，经人举荐，由孔尚任在天子前讲经學，受到赏识，被任命为国子监博士。
康熙二十五年（1686年）随工部侍郎到淮阳，疏浚黄河入海口，两年间他结识了一些明代遗民，到扬州参拜史可法衣冠塚，到金陵登燕子矶，游秦淮河，过明故宫，拜明孝陵，到栖霞山白云庵拜访道士张瑶星，了解许多晚明與南明的情况，为他的作品《桃花扇》搜集了许多素材。
康熙二十八年（1689年）底回燕京后，与顾天石合写剧本《小忽雷》上演，当时京師戏曲演出非常盛行。

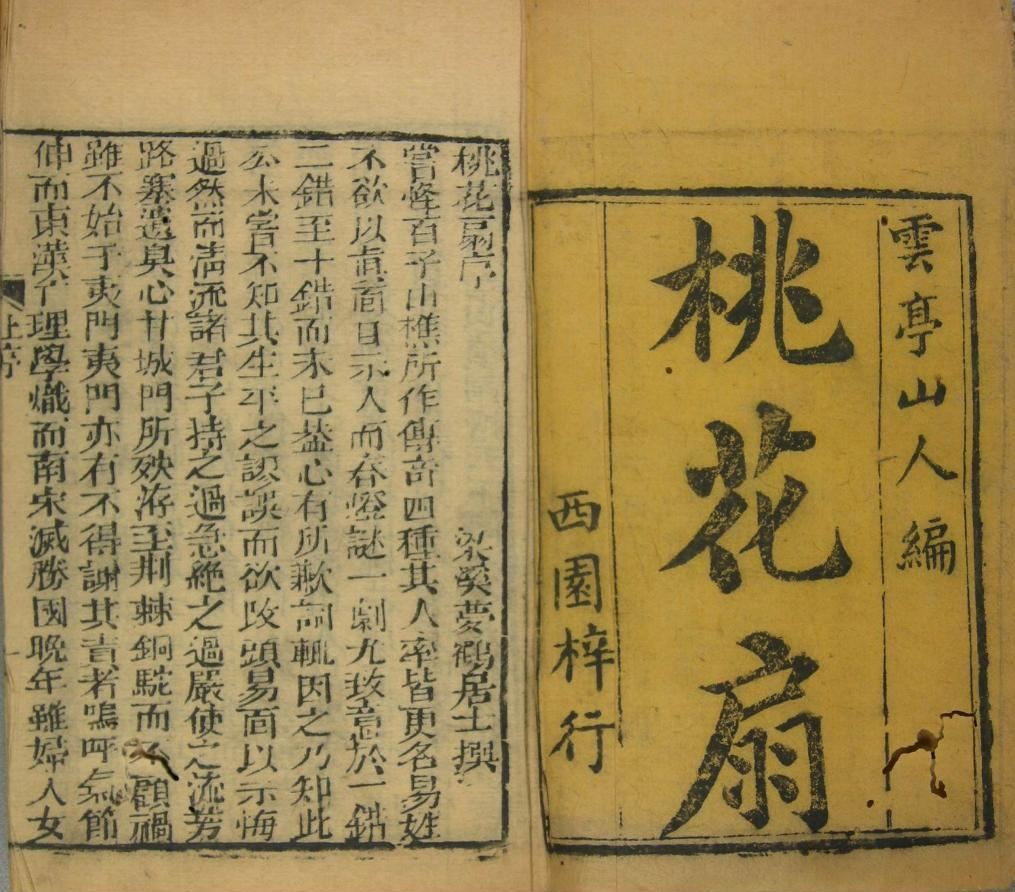
《桃花扇》之西園刻本

康熙三十三年（1694年），孔尚任迁任户部主事。康熙三十八年（1699年），升任户部广东司员外郎。同年6月，《桃花扇》脱稿，演出立即轰动。并受到康熙帝的重视，康熙从中吸取末代王朝的教训，認同忠孝節義觀念，经常阅读这部剧本。孔尚任声名大振，被当时称为“南洪北孔”文坛双星。（“南洪”指《长生殿》作者洪昇）。孔尚任在剧本中揭露了晚明黨爭狀況以及南明王朝權力核心的腐朽，也褒揚忠君思想，表扬了史可法等明朝忠臣，讽刺了投降清朝的叛将，尤其在最后一出一個魏国公徐達后人的皂隶角色，在〈馀韵〉说出：“开国元勋留狗尾，换朝元老缩龟头”的词，暗讽明朝顯貴降清剃髮留辮和帽子服饰。
康熙三十九年（1700年），孔尚任因事被斥責而退休去職。
康熙四十一年（1702年），孔尚任回到家乡石门山隐居，六七年后，得到天津诗人佟鋐（字蔗村）的帮助，《桃花扇》才得以刻板刊印。
康熙五十七年（1718年），春正月十五日逝于曲阜家中，年七十一。

## 遺跡

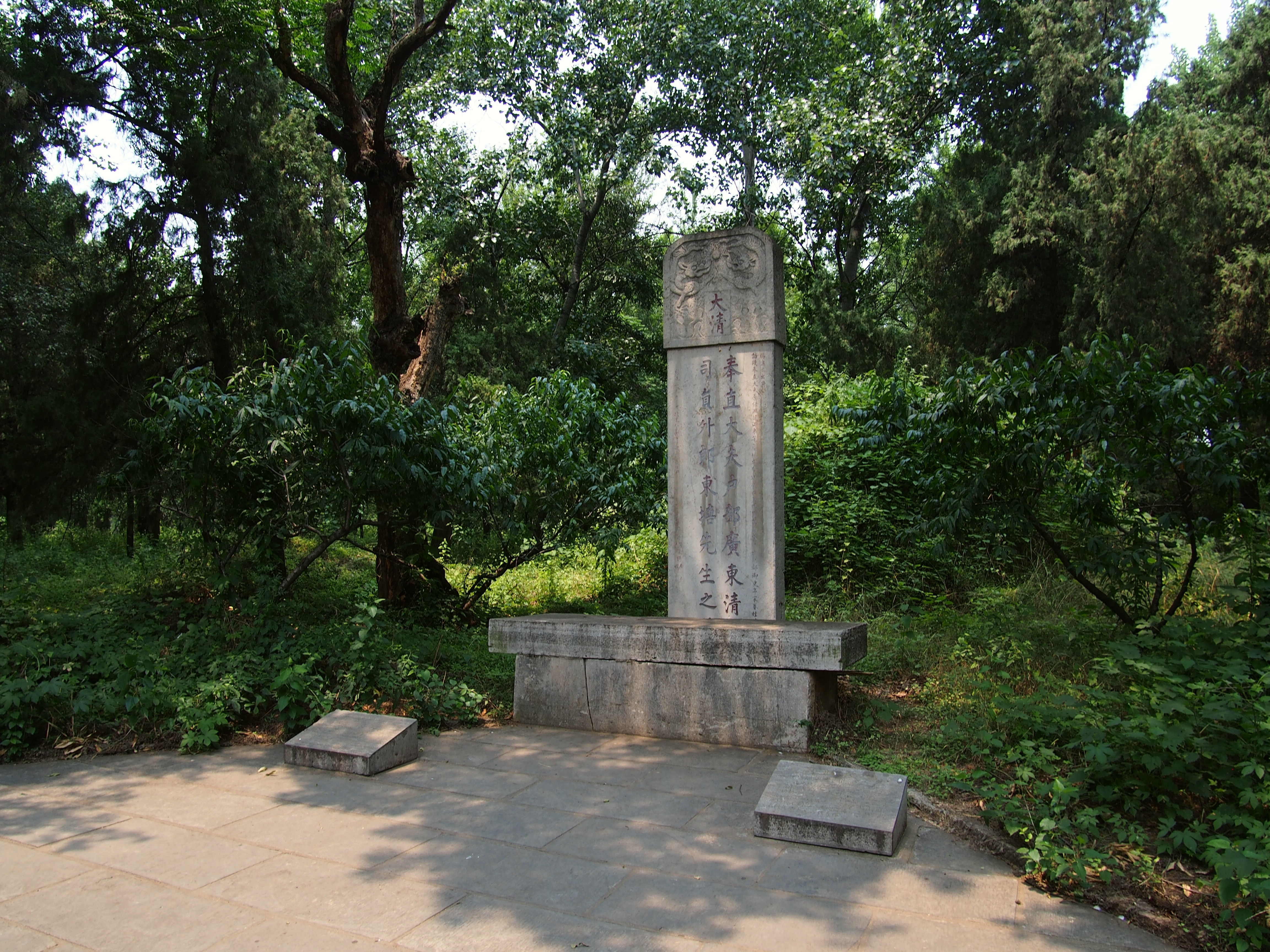
曲阜孔林孔尚任墓

孔尚任墓在曲阜孔林，墓碑立于雍正十三年（1735年）四月，上书“大清奉直大夫户部广东清吏司员外郎东塘先生之墓”。

## 著作
孔尚任的其他著作尚有《出山异数记》，记载他出任经过；《湖海集》，记述他疏浚河口时的诗文；《享金薄》，记录他收藏的书画古玩。

## 扩展阅读
- Owen, Stephen, "Kong Shang-ren, Peach Blossom Fan: Selected Acts," in Stephen Owen, ed. An Anthology of Chinese Literature: Beginnings to 1911. New York: W. W. Norton（英语：W. W. Norton）), 1997. p. 942-972(（页面存档备份，存于）).